# Hirð
La Hirð era, nella Scandinavia medievale, un'unità di guerrieri/compagni (gli Hirðmenn - sing. Hirðman) al seguito di un capo. Come gli Huscarli, anche gli Hirðmenn potevano costituirsi quale nucleo armato d'élite ("Guardia") ma, più specificatamente, oltre a costituire il primo nucleo di sviluppo per eserciti professionisti furono anche il ceppo su cui si costituì la società cortense nordica.